# Bayesiaanse statistiek
Bayesiaanse statistiek is een moderne tak van de statistiek die gebaseerd is op bayesiaanse kansrekening, een van de interpretaties van waarschijnlijkheid. Daarbij worden kansen voortdurend herzien op basis van beschikbaar gekomen nieuwe informatie.
Bayesiaanse statistiek is genoemd naar Thomas Bayes, een Brits wiskundige die in 1763 een specifiek geval van het theorema van Bayes formuleerde in een paper.

## Methode
Een bayesiaanse analyse gaat uit van een eerste ruwe modellering, waarbij op basis van ervaring, plausibele veronderstellingen en bekende feiten de ordes van grootte van parameters geschat worden en daarmee een a-priori-kansverdeling opgesteld wordt.
Door de informatie die bevat is in de waarnemingen, wordt vervolgens met behulp van de regel van Bayes een verbeterde schatting van de kansverdeling, de zogeheten a-posteriori-verdeling, verkregen.

## Voorbeeld
De stochastische variabele {\displaystyle X} is het aantal successen in een bernoulli-proces van {\displaystyle n=10} experimenten, en dus binomiaal verdeeld. De succeskans {\displaystyle p} is echter onbekend. Tevoren wordt daarom geen specifieke veronderstelling over {\displaystyle p} gemaakt: als a-prioriverdeling neemt men de uniforme verdeling op het interval {\displaystyle (0,1)}. Als uitkomst van de 10 experimenten worden 3 successen waargenomen: {\displaystyle X=3}. De a-posterioriverdeling van de succeskans {\displaystyle p} is dan:
{\displaystyle f(p\mid X=3)={\frac {P(X=3\mid p)}{f(p)}}={\tbinom {10}{3}}p^{3}(1-p)^{7}=120p^{3}(1-p)^{7},\quad p\in (0,1)},
een kansdichtheid met een maximum in het punt {\displaystyle p=0{,}3}.